# شیمومیسو
شیمومیسو (به لهستانی: Siemomysł) دوک لهستان از دودمان پیاست و پدر اولین حاکم مسیحی لهستان میشکو اول است. چیزی که عمدتاً از او یاد می‌شود اتحاد اقوام اسلاو در لهستان امروزی و کمک به شورشیان اسلاو علیه آلمانی‌ها است. شروع سلطنت او را گروهی در سال ۹۳۰ و گروهی در سال ۹۵۰ میلادی می‌دانند. او در سال ۹۶۰ درگذشت و مقبره‌اش ناشناخته مانده است.

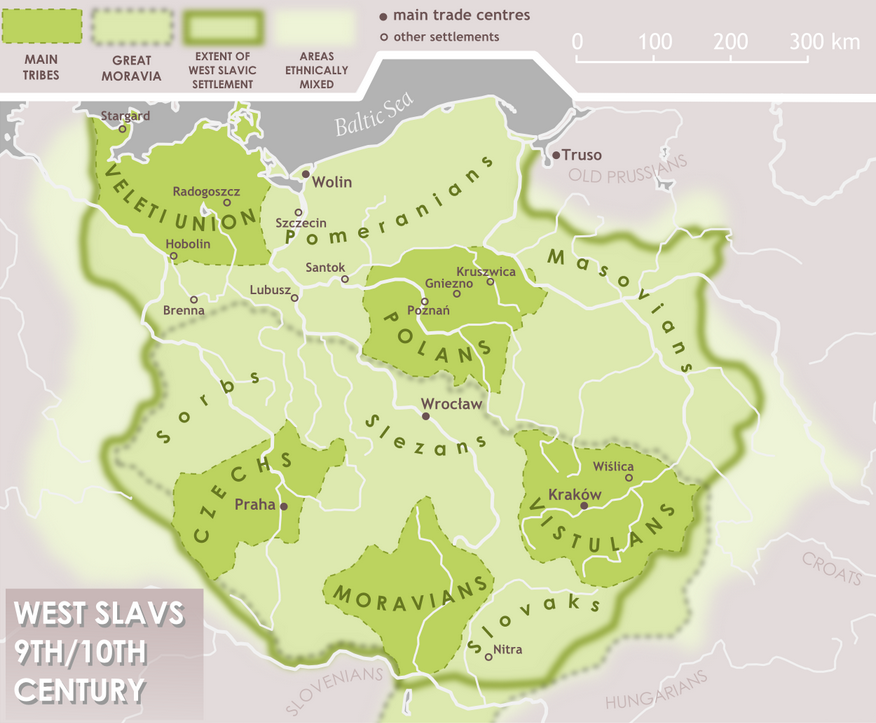
اسلاوهای غربی در قرن‌های ۹ و ۱۰ میلادی